# 同志社大学バスケットボール部
同志社大学バスケットボール部（どうししゃだいがく―ぶ）は、同志社大学の学生により構成される男子のバスケットボールチームである。関西学生バスケットボール連盟所属。

## 歴史
1925年創立。1927年には関西学生連盟発足に参加。
1931年からは立教大学との対抗戦も始まった。
関西リーグ優勝11回、西日本優勝6回を記録。
全日本インカレには1949年の第1回に出場して以来計52回出場。1970年には準優勝となる。関西学連で全日本インカレ決勝進出を果たしたのは他に京都産業大学のみである。

## 過去の成績
戦前（昭和2年～19年）
- 関西学生リーグ戦
- 昭和2年 4位
- 昭和3年 6位
- 昭和4年 B7位
- 昭和5年 B1位
- 昭和6年 3位
- 昭和7年 2部1位
- 昭和8年 5位
- 昭和9年 6位
- 昭和10年 2部2位
- 昭和11年 2部4位
- 昭和12年 2部4位
- 昭和13年 2部3位
- 昭和14年 4位
- 昭和15年 2部1位
- 昭和16年 京都2位
- 昭和17年 トーナメント
- 昭和18年 中止
- 昭和19年 中止

戦後（昭和20年～平成25年）
|          | リーグ戦   | 西日本    | 関西     | 新人戦    |
| 昭和20年 | 1位        |           |          |           |
| 昭和21年 | 2位        |           |          |           |
| 昭和22年 | 3位        |           |          |           |
| 昭和23年 | 春2位秋1位 |           |          |           |
| 昭和24年 | 2位        |           |          |           |
| 昭和25年 | 3位        |           |          |           |
| 昭和26年 | 6位        | 準優勝    |          | 優勝      |
| 昭和27年 | 3位        | ベスト8   |          | 準優勝    |
| 昭和28年 | 2位        | 4位       |          | 優勝      |
| 昭和29年 | 2位        | 3位       |          | ベスト8   |
| 昭和30年 | 3位        | 優勝      |          | 優勝      |
| 昭和31年 | 3位        | 3位       |          | 3位       |
| 昭和32年 | 2位        | 3位       |          | 3位       |
| 昭和33年 | 2位        | 準優勝    |          | 4位       |
| 昭和34年 | 1位        | ベスト8   |          | 3位       |
| 昭和35年 | 4位        | 4位       |          | 4位       |
| 昭和36年 | 3位        | 準優勝    |          | ベスト8   |
| 昭和37年 | 2位        | 優勝      |          | ベスト16  |
| 昭和38年 | 3位        | 優勝      |          | ベスト8   |
| 昭和39年 | 1位        | 優勝      |          | ベスト16  |
| 昭和40年 | 1位        | 優勝      |          | 準優勝    |
| 昭和41年 | 3位        | 準優勝    |          | ベスト8   |
| 昭和42年 | 2位        | 4位       |          | ベスト8   |
| 昭和43年 | 4位        | 準優勝    |          | 4位       |
| 昭和44年 | 3位        |           |          | 優勝      |
| 昭和45年 | 2位        | 準優勝    |          | ベスト8   |
| 昭和46年 | 1位        | 準優勝    |          | 優勝      |
| 昭和47年 | 1位        | 準優勝    |          | 4位       |
| 昭和48年 | 2位        | 3位       |          | ベスト8   |
| 昭和49年 | 3位        | ベスト8   | 優勝     | ベスト8   |
| 昭和50年 | 5位        | ベスト8   | 準優勝   | 優勝      |
| 昭和51年 | 1位        | 準優勝    | 優勝     | 4位       |
| 昭和52年 | 3位        | 4位       | 4位      | 4位       |
| 昭和53年 | 3位        | 3位       | 3位      | 優勝      |
| 昭和54年 | 3位        | 優勝      | 3位      | 準優勝    |
| 昭和55年 | 3位        | 準優勝    | 3位      | 3位       |
| 昭和56年 | 1位        | 3位       | 準優勝   | 優勝      |
| 昭和57年 | 1位        | ベスト8   | 準優勝   | 4位       |
| 昭和58年 | 3位        | 準優勝    | 3位      | 優勝      |
| 昭和59年 | 3位        | 3位       | 3位      | 4位       |
| 昭和60年 | 2位        | ベスト8   | 優勝     | 準優勝    |
| 昭和61年 | 1位        | ベスト8   | 優勝     | 4位       |
| 昭和62年 | 2位        | 3位       | 3位      | 4位       |
| 昭和63年 | 4位        | 3位       | 5位      | 準優勝    |
| 平成元年 | 4位        | 準優勝    | 7位      | ベスト8   |
| 平成2年  | 4位        | 3位       | 6位      | ベスト16  |
| 平成3年  | 6位        | ベスト8   | 7位      | 3位       |
| 平成4年  | 5位        | ベスト8   | 5位      | ベスト8   |
| 平成5年  | 3位        | ベスト8   | 3位      | ベスト8   |
| 平成6年  | 2位        | ベスト8   | 4位      | 3位       |
| 平成7年  | 4位        | ベスト8   | 7位      | 4位       |
| 平成8年  | 2位        | ベスト8   | 準優勝   | 1回線敗退 |
| 平成9年  | 2位        | 準優勝    | 準優勝   | ベスト16  |
| 平成10年 | 8位        | ベスト8   | 4位      | ベスト16  |
| 平成11年 | 2位        | ベスト8   | 3位      | ベスト16  |
| 平成12年 | 3位        | 4位       | 優勝     | ベスト16  |
| 平成13年 | 9位        | 4回戦敗退 | ベスト16 | ベスト16  |
| 平成14年 | 11位       | ベスト16  | 6位      | ベスト16  |
| 平成15年 | 2部1位     | ベスト8   | 5位      | ベスト16  |
| 平成16年 | 12位       | ベスト16  | 7位      | ベスト16  |
| 平成17年 | 2部1位     | 3回戦敗退 | 8位      | ベスト8   |
| 平成18年 | 12位       | ベスト8   | ベスト16 | ベスト8   |
| 平成19年 | 2部1位     | ベスト8   | 3位      | 4位       |
| 平成20年 | 2位        | ベスト8   | 7位      | ベスト8   |
| 平成21年 | 6位        | 中止      | 3位      | 3位       |
| 平成22年 | 6位        | ベスト8   | 4位      | 3位       |
| 平成23年 | 4位        | ベスト8   | 3位      | 優勝      |
| 平成24年 | 4位        | 準優勝    | 6位      | 準優勝    |
| 平成25年 | 5位        | ベスト8   | 7位      | 4位       |
| 平成26年 | 2位        | ベスト16  | 6位      | ベスト16  |
| 平成27年 | 11位       | ベスト8   | 5位      | 優勝      |

## スタッフ
- 部長 濱真一郎 （同志社大学法学部教授）
- 副部長 上林清孝 早稲田大 同志社大学スポーツ健康科学部准教授
- 監督 尾前光昭 同志社大（1974年卒）住友金属㈱
- H・コーチ 加賀美伸彰 同志社大（2010年卒）同志社大学職員
- A・コーチ 藤堂　慈 同志社大（2015年卒）同志社大学職員
- トレーナー
  - 中田佳和 同志社大（1984年卒） （株）Bright Body
  - 日暮恭子 関西医科大学卒  （株）Bright Body

＜平成28年4月現在＞

## 主な卒業生
- 大倉敬一
- 西島靖之
- 芥川芳男
- 柴垣吉弘
- 深田繁男
- 細野修司
- 西村雅耶
- 酒井恒夫
- 菅龍男
- 桑原英明
- 桜田昌義
- 角田洋治
- 金下政弘
- 高原邦嘉
- 田村直規
- 藤原徹
- 尾前光昭
- 沼田宏文
- 阪田修三
- 高木悦男
- 渡邊善雄
- 石原雅二
- 勝野惣次
- 中山博之
- 和田雅也
- 久保裕
- 西脇博幸
- 表雅史
- 中田佳和
- 堀井幹也
- 浜田孝美
- 魚井達浩
- 金本二郎
- 竹島和茂
- 佐藤真一
- 日下部大次郎
- 野々上邦浩
- 岡村裕
- 戸倉寛之
- 竹原太一
- 岩下洋平
- 前川勇志
- 玖田将夫
- 栗田裕
- 川曽努
- 林卓司
- 堀哲郎
- 武田大輔
- 熊谷弘基
- 村上直
- 田中喜陽
- 井関慎平
- 植村尚友
- 小野寺恵介
- 岩附孝興
- 田野司
- 谷口淳